# 邹纪鸿
邹纪鸿（Rogre J. Zou，1963年4月22日—），中国电影导演、编剧、制片人。

## 生平
1963年出生于上海，从小喜爱文学、历史及电影艺术，他经常与导师深入探讨人文历史。走出校门后，他开始从事广告业的平面与影像的制作，从企业形象CI导入、撰写广告剧本到拍摄制作广告等。其后他参与多部的影视制作，近年因兴趣所致，应美国制作公司之邀，开始制作纪录片，他的纪录片制作严谨，忠于事实，画面考究，配乐动听，不但提供给观众充实的历史人文内容，而且同时给予观众视觉和听觉的享受。
他出色的成绩受到国内外的关注，世界自然保护基金会指定邹纪鸿先生为其在2010年上海世博会专题纪录片《Love》的导演，另请他为WWF的大型纪录片《北纬30度50分，东经103度》－大熊猫的家园撰稿和执导。

## 广告作品
- 长城葡萄酒
- Johnson & Johnson
- JeansWest
- a.testoni

## 影视作品
- 电影《开着火车上北京》，北京电影制片厂出品
- 电视连续剧《我的老师》
- 纪录片《女人王国》又名《人类尚存的母系氏族》，美国丝雨传媒公司出品
- 纪录片《Love》
- 纪录片《北纬30度50分，东经103度》 – 大熊猫的家园

## 荣誉及个人评价
邹纪鸿先生执导的《女人王国》等影片得到了英国 BBC 电视台、美国 PBS 电视台负责人的赞赏，法国 ARTE 电视台、巴西 Globosat （页面存档备份，存于）、美国公共电视、世界各地等电视台及美国哈佛大学等图书馆已陆续播出和收藏其制作的纪录片。

## 相关报道
- ARTE 法国杂志（法文）, Semaine du 11 au 17 avril 2009, "Au Royaume Des Femmes"[1]

- 巴西 Line Up（葡萄牙文）， Fevereiro 20, 2009, "O Reino Das Mulheres"[2]

- 美国纪录片杂志 - International Documentary Magazine（英文）, 2008年1月，内容报道导演邹纪鸿近况。[3]

- 美国18台 KCET （页面存档备份，存于） 《茶余饭后》电视访谈节目，2001年五月，采访导演邹纪鸿以及他执导的纪录片《女人王国》[4]

- 美国世界日报，2001年4月24日 ，“人类活化石”，专题采访邹纪鸿先生[5]

- 美国国际日报-美西要闻，2001年4月23日，“人类尚存的母系氏族”[6]

- 美国星岛日报，2001年4月26日，“中国制片，美国风格，实地写实”[7]

- 美国天天日报，2001年4月24日， “中国摩梭人社会生活”[8]

- 美国侨报，2014月23日， “摩梭人生活上银幕”[9]

## 职业会员
- 国际纪录片协会会员